# Pizza napoletana
Pour les articles homonymes, voir Pizza (homonymie) et Napolitain (homonymie).
La pizza napolitaine ou pizza napoletana (en italien) est une spécialité culinaire traditionnelle et emblématique des cuisine napolitaine et cuisine italienne, originaire de la ville de Naples, constituée de deux seules variantes : les « pizza napolitaine Marinara » et « pizza napolitaine Margherita », cette dernière avec une variante ultérieure « Extra ». 
Les pizzas napolitaines sont considérées comme les plus anciennes recettes historiques de pizzas à la tomate connues de l'histoire de la pizza et de la cuisine italienne, créées à partir de pizza blanche et de tomates (et sauce tomate) issues de la découverte du Nouveau Monde au XVIe siècle.

## Label et inscription
La dénomination « Pizza Napoletana » est protégée par le label spécialité traditionnelle garantie (STG) de l'Union européenne, depuis le 14 février 2008. « L'arte tradizionale dei Pizzaiuoli napoletani » (l'art traditionnel des pizzaiuoli napolitains) est entré au patrimoine culturel immatériel de l'humanité de l'UNESCO depuis le 7 décembre 2017.

## Histoire
Cuisinées à base de produits de prédilection historique du terroir napolitain, les origines historiques de ces pizzas napolitaines sont peu connues. La légende urbaine populaire locale raconte : La pizza napoletana non ha inventori, non ha padri, non ha padroni, ma è il frutto della genialità del popolo napoletano (La pizza napolitaine n'a pas d'inventeurs, ni pères et ni patrons, mais est le fruit de l'ingéniosité du peuple napolitain). La pizza Margherita (aux couleurs de l'Italie) est devenue un des emblèmes nationaux de l'Italie lorsque le chef-pizzaïolo napolitain Raffaele Esposito l'a préparé avec succès au roi Humbert Ier d'Italie et son épouse la reine Marguerite de Savoie, lors de leur visite au palais royal de Naples, en juin 1889, alors qu'ils désiraient déguster les spécialités ses pizzas napolitaines locales.

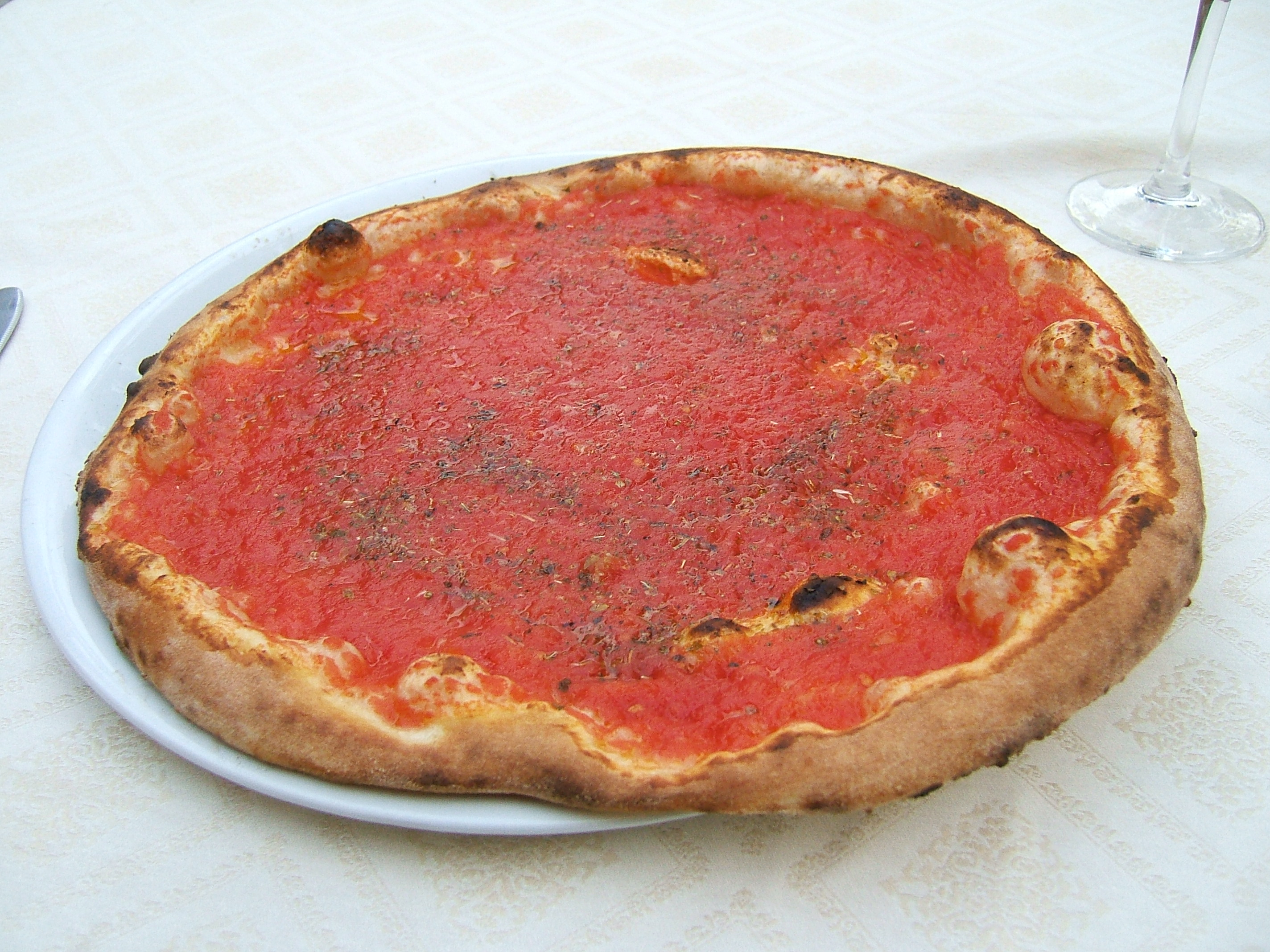
Pizza napolitaine marinara, tomates pelées, huile d'olive, ail, origan et sel.

### Verace pizza napoletana

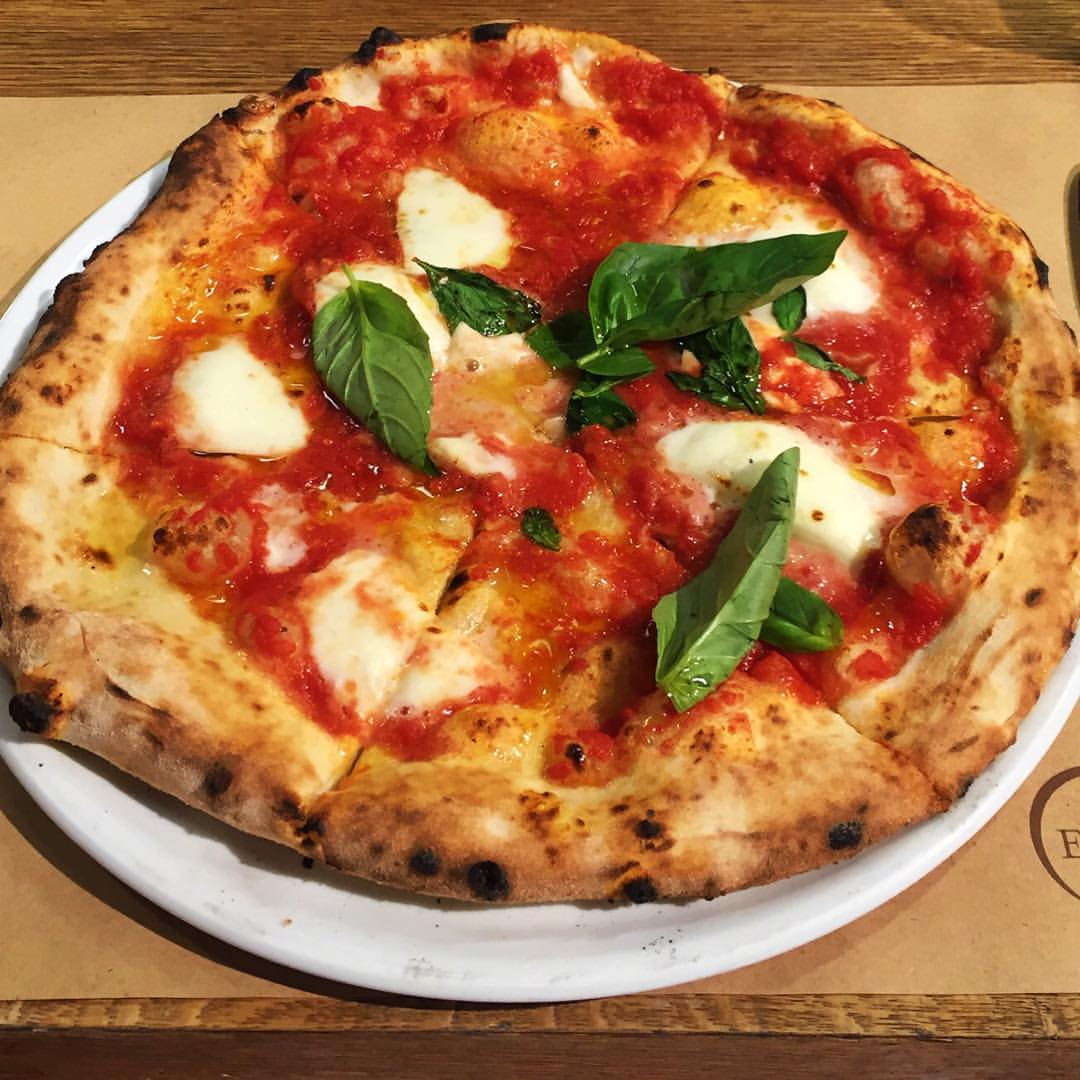
Pizza napolitaine Margherita, tomates pelées, huile d'olive, Mozzarella di bufala campana ou fior di latte, basilic frais.

La grande diffusion dans le monde de pizzas aux ingrédients les plus disparates contraint les pizzaiolos napolitains à se regrouper en association pour défendre l’authenticité de leur produit. Sous la houlette d'Antonio Pace, l'association Verace pizza napoletana est créée au début des années 1980 (AVPN) dont la mission est de promouvoir et de protéger, en Italie et dans le monde, la « vraie pizza napolitaine », c'est-à-dire le mets typique réalisé selon les caractéristiques décrites dans le règlement international pour l'obtention du label « Vera Pizza Napoletana », en vigueur depuis 1984.

## Caractéristiques de la pâte

### Format
Elle est arrondie avec un diamètre variable qui ne doit pas dépasser 35 cm. Son bord est surélevé de 1-2 cm tandis que la partie centrale de la pâte a une épaisseur de ± 0,4 cm. Le formatage du disque de pâte doit être réalisé par un tour de main approprié et non avec un rouleau à pâtisserie ou autres machines mécaniques. Sa consistance dans son ensemble est tendre et facilement pliable. D'où la tradition, se faisant dans les rues de Naples et de ses environs, de manger la pizza pliée en portefeuille.

### Composition
La farine utilisée pour faire la pâte à pizza peut dépendre des préférences des pizzaïolos, elle peut être de blé tendre de type « 0 » , « 00 », complète ou non. Les trois autres ingrédients sont la levure de bière, le sel et l'eau. La proportion de ces derniers peut varier.

### Levage

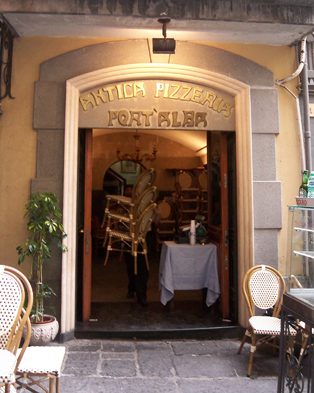
Antica Pizzeria Port'Alba de 1738 à Naples en Italie, présumée à ce jour comme la plus ancienne pizzeria connue du monde.

La salle, dans laquelle se passe le processus de levage, doit être sèche et sans courant d'air, à une température de 25 degrés. Le temps de levage diffère selon les farines et des taux d'amidon. Il peut durer de 8 à 20 heures. Selon Ciro Oliva, « l’astuce est d’utiliser une table en bois pour y faire reposer la pâte ». Le bois absorberait l'humidité de la pâte levée.

## Caractéristiques générales

### Ingrédients de base
La qualité des ingrédients détermine le goût unique de la pizza napoletana.
- tomate : pelées en conserve ou fraîches, elles sont à la base du sugo, sauce tomate de fond. Les plus utilisées sont celles produites par les agriculteurs de San Marzano (Pomodoro S.Marzano dell'Agro Sarnese-Nocerino), ainsi que celles du Piennolo del Vesuvio (Pomodorino del Piennolo del Vesuvio) ou celles de Corbara sont également employées.
- mozzarella : celle éventuellement utilisée est soit celle de lait de bufflonne, originaire de Campanie (mozzarella di bufala Campana), soit la mozzarella STG (de lait de vache, aussi appelée fior di latte)[2].
- huile d'olive : extra-vierge[2], son utilisation vient du fait que l'huile d'olive a une grande résistance face à l'oxydation et reste stable sous les hautes températures du four à bois.
- Aromates : l'origan et éventuellement le basilic frais.

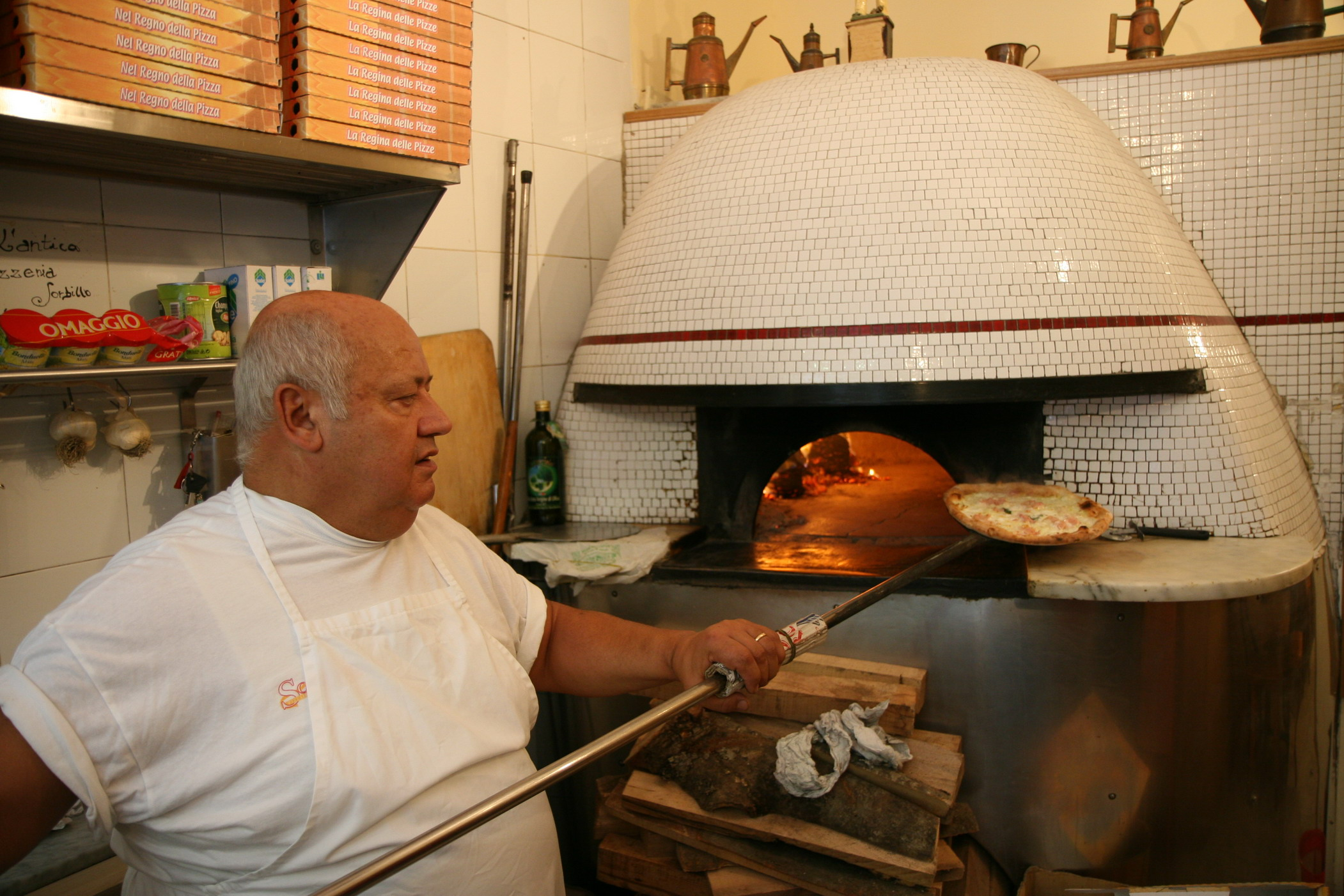
Pizzaiolo et four à bois napolitain.

### Cuisson
Elle est cuite dans un four à environ 450 °C. La cuisson est très rapide, de 60 à 90 secondes.

## Types de pizza
Seuls deux types de pizza sont reconnus dans la dénomination « verace pizza napoletana », la marinara et la margherita.
- Pizza marinara : tomates pelées, huile d'olive, ail, origan et sel.
- Pizza Margherita : tomates pelées, huile d'olive, Mozzarella di bufala campana ou fior di latte, basilic frais.

### Goût
La pizza napoletana tient son goût caractéristique des produits agricoles de prédilection du terroir napolitain dont elle est composée. La pâte cuite au four à bois trouve un parfait équilibre entre le moelleux et le croustillant. À celle-ci s'ajoute la saveur acidulée de la tomate et celle de la mozzarella fondue. L'origan et le basilic développent un arôme intense.

## Variantes
De nombreuses recettes de pizzas sont déclinées à partir de ces deux pizzas napolitaines historiques à la tomate de l'histoire de la pizza, dont les pizza quatre fromages, pizza reine, pizza capricciosa, pizza quatre saisons, pizza diavola, pizza aux fruits de mer...
La pizza blanche est également une variante d'origine plus ancienne « sans sauce tomate ». La pizza romaine (particulièrement répandue à Rome, dans le Latium et en Italie centrale) est une variante avec une pâte plus fine et plus croustillante (pizza bassa e scrocchiarella) par rapport aux pizzas napolitaines (pizza alta, pizza haute, plus moelleuse et épaisse).   